# Grad Cēsis
Grad Cēsis (nemško Schloß Wenden) je eden najbolj ikoničnih in najbolje ohranjenih srednjeveških gradov v Latviji. Temelje gradu so pred 800 leti postavili Livonski bratje meča. Najbolj uspešno obdobje, ki ga je grad Cēsis doživel, je bilo med naslednjimi lastniki, Tevtonskim redom. Postal je eno ključnih upravnih in gospodarskih središč Tevtonskega reda v Livoniji in je bil sedež Landmeistra v Livlandiji. Prva hujša škoda je bila gradu povzročena med livonsko vojno, ko jo je oblegala vojska Ivana Groznega. Med obleganjem leta 1577 je približno 300 ljudi v gradu storilo množičen samomor, tako da se je razstrelilo s smodnikom. Grad Cēsis je bil v uporabi tudi v naslednjem stoletju, vendar je po veliki severni vojni prenehal delovati. Danes je grad najbolj obiskana dediščina v Cēsisu in ena izmed destinacij, ki jih je treba videti v baltskih državah.

## Zgodovina

### Ustanovitev in širitev
Jeseni 1206 med Livonskimi križarskimi vojnami so Vendi (majhno pleme, ki je živelo na mestu današnjega mesta Cēsis) prevzeli krščanstvo in postali zavezniki križarjev. Leta 1208 so se bratje Kristusove milice, sicer Livonski bratje meča, naselili med Vendi v njihovem gradišču. Gradišče so utrdili s kamnitim zidom, ki je v veliki meri nadomestil prejšnjo leseno obrambo. Čeprav Kronika Henrika Livonskega trdnjavo opisuje kot »najmanjšo v Livoniji« , je vzdržala večkratno obleganje Estonov in Rusov.
Leta 1213 ali 1214 so Livonski bratje meča začeli graditi nov kamniti grad tik ob gradišču. Zasnova tega gradu iz 13. stoletja ni znana, saj so bile vse njegove strukture (razen kapele) porušene v naslednjih gradbenih fazah.
Leta 1237 je grad Cēsis prevzela livonska veja Tevtonskega reda. Pod novim guvernerjem je bil grad Cēsis obsežno obnovljen. Stare utrdbe je postopoma nadomestil monumentalni kvadratni grad (castellum), sestavljen iz štirih traktov, zgrajenih okoli dvorišča. Ta oblika gradu Tevtonskega reda je bila uvožena iz Prusije in je v veliki meri izhajala iz potrebe po 'utrjenih samostanih', ki bi jih bilo enostavno braniti in kjer bi bilo prebivališče bratov čim bolj kompaktno. Da bi zagotovili dodatno varnost in prilagodili različne storitvene stavbe, so v sklopu grajskega kompleksa zgradili zunanje podgradje. Kot rezultat grandiozne obnove je Cēsis postal eden največjih in najmogočnejših gradov Tevtonskega reda.

### Obdobje največje blaginje
Samostan na gradu Cēsis je bil zadolžen za visokega tevtonskega viteza - poveljnika ali Komturja. Komtur je bil odgovoren za zadostno oskrbo bratov s hrano in oborožitvijo, za red in disciplino v gradu ter za pobiranje prispevkov v grajskem okrožju – Komturei.  Na začetku 15. stoletja sta grad Cēsis in Komturei prešla pod neposredno vladavino vrhovnega poveljnika reda v Livoniji in postala del tako imenovanega okrožja livonskih mojstrov. Vendar so večino časa Livonski mojstri prebivali na gradu Rīga, v obdobjih nevarnosti in nestabilnosti pa so se preselili v Cēsis. Končno je bil konec 15. stoletja upravni sedež reda iz Rige preseljen v Cēsis, grad Cēsis pa je postal stalno prebivališče mojstrov.
Ker je bila rezidenca livonskega mojstra in kraj srečanja najvišjih uradnikov reda, je bil grad Cēsis priča številnim dogodkom velikega pomena za zgodovino Livonije. Tu so sprejeli odposlance, odločili so se o vojni in miru in tu so se čete Reda zbrale za vojaške akcije, ko se je pojavila takšna potreba. V gradu so bili tudi arhiv in knjižnica Reda ter pisarna s skriptorijem.
Obdobje od 1494 do 1535, ko je livonsko vejo reda vodil Wolter von Plettenberg - eden največjih politikov in vojaških poveljnikov v zgodovini Livonije -, tradicionalno velja za čas največjega razcveta gradu Cēsis. Pod von Plettenbergom je bil grad Cēsis obsežno obnovljen. Grajske utrdbe so bile okrepljene s tremi topniškimi stolpi, medtem ko je bila nekatera grajska notranjost (npr. Kaptolska dvorana in Gospodarska zbornica) deležna večje prenove. Opečni obok sijajne mojstrove sobe iz okoli leta 1500 je preživel do danes.

### Obleganje in eksplozija
Stalni razvoj gradu Cēsis je bil prekinjen z razpustitvijo livonske podružnice Tevtonskega reda leta 1561 in z uničujočimi obleganjem gradu, ki je potekalo med livonsko vojno. Leta 1577, ko je grad pet dni oblegala in bombardirala vojska Ivana Groznega, je 300 ljudi znotraj gradu, ki so se zavedali, da se ne bo več mogoče braniti, odločilo za množičen samomor z razstrelitvijo s štirimi sodi smodnika. Leta 1974 so arheologi odkrili dve kletni sobi, ki sta ostali nad zahodnim delom gradu - del gradu, ki se je sesul zaradi eksplozije. V kletnih tleh pod zrušenimi stropnimi tramovi so bili odkriti številni človeški ostanki odraslih in otrok, ki so bili vsi varno datirani s kovanci do leta 1577, kronist Salomon Henning poroča, da so bili »vsi razstreljeni, razen tistih, ki so se skrivali drugje v gradu«  in verjetno so človeški ostanki, ki so jih našli arheologi, pripadali tistim, ki so se poskušali izogniti eksploziji.

### Postopno zanemarjanje in propadanje
Po poljsko-švedski vojni je grad Cēsis prišel pod oblast Švedske in je bil predan lordu visokemu kanclerju Axelu Oxenstierni. Grad je bil last Oxenstiernov do leta 1681, ko je bil v neposredni lasti švedskega kralja. Kmalu po tem, ko je Cēsis postal kronska last, je bila tam nameščena enota vojakov. Po poročanju naj bi grad porušili tako močno, da je bil »videti, kot da je bil oropan - vrata, omare in okna so bila polomljena, železni deli odstranjeni, vsi tečaji in ključavnice na vratih so izginili, peči pa delno podrte«. V drugem dokumentu je omenjeno, da so vojaki razbili vrata in tla za drva in celo vzeli okenske svinčeve elemente, da so jih stopili za kroglice za muškete.
V prvih letih velike severne vojne so ruske čete še naprej rušile grad Cēsis. Dež in zmrzal sta še bolj uničila staro trdnjavo in postopoma, a neizogibno porušila zidove brez streh. Stropi in kamniti oboki, nasičeni z deževnico, so se podrli, omet se je odlepil z mokrih sten in malta, ki je držala kamenje skupaj, se je pod udarom zmrzali podrla. Grad se je postopoma spremenil v ruševine.
Edini del gradu, ki je bil podvržen večji prenovi, je bila nekdanja vratarnica zunanjega dvorišča. V 1760-ih je bila prezidana kot graščina, tako imenovani Novi grad.

### Slikovite razvaline
V 1830-ih je lastnik grajskega posestva Cēsis grof Karl Gustav von Sievers ukazal, da se »vlažno mesto ob ruševinah« spremeni v prostoren krajinski park. Impozantna silhueta porušenega gradu je postala okrasna značilnost parka, odsev gradu v gladini ribnika pa je prispeval k romantičnemu vzdušju. Park je služil kot sprehajališče in igrišče za zabavo ne samo družini von Sievers in njihovim gostom, temveč tudi pacientom zdravilišča, ki ga je Karl Gustav odprl leta 1841. V nekaterih delih gradu so skrbeli za udobje in varnost obiskovalcev, celo popravila.
Leta 1903 so člani Društva za zgodovino in starine Rīga sprožili kampanjo za reševanje Zahodnega stolpa gradu za prihodnje generacije. Pod vplivom dežja in zmrzali je bil zgornji nadstropni opečni obok stolpa v nevarnosti, da se poruši, zato bi lahko podrl izjemni 500 let star obok Mojstrove komore. Leta 1904 je bila postavljena začasna obloga, deset let kasneje, tik pred izbruhom prve svetovne vojne, pa je bil stolp okronan s trdno stožčasto streho.
Po vojni je novoustanovljena država Latvija odvzela večji del graščine Cēsis družini grofa von Sievers. Dvorec je bil na razpolago Latvijski vojski, ruševine gradu pa so bile oddane v najem mestnemu svetu Cēsis. Leta 1925 je Latvijska uprava za spomenike grad uvrstila med nacionalno pomembne zgodovinske stavbe. Kljub temu so se na tem območju začela glavna konservatorska in prenovitvena dela od 1930-ih, ko je postalo priljubljeno kot turistična atrakcija.

### Priča mračne preteklosti
Med režimom Kārlisa Ulmanisa v kanonu nacionalnih vrednot ni bilo prostora za srednjeveške gradove, ki so veljali za simbol nemške vladavine. Kljub pozivom »odstraniti stare kupe kamnov s hribov naše domovine« občina Cēsis ni umaknila skrbi za stoletni grad. Župan mesta Rūdolfs Kaucis naj bi v javnosti dejal: »Nekateri priporočajo rušenje vsega, kar nas spominja na čas vitezov. Rad bi ugovarjal z vztrajanjem, da se lastni zgodovini ne moremo izogniti. Tisti, ki so nekoč živeli v tem gradu, so že zdavnaj umrli, toda Latvijci, katerih predniki so nekoč zgradili ta grad, so zdaj svoboden narod. Grajsko obzidje nas spominja, da so Latvijci združeni nepremagljivi.«
Uradni odnos sovjetskega okupacijskega režima do srednjeveške dediščine je bil popolnoma negativen. Dovolj je omeniti razstrelitev gradu Königsberg leta 1968 z namenom »izbrisati simbol pruskega militarizma in fašizma iz spomina sovjetskih državljanov«. Vendar so grajske ruševine v Cēsiju uspešno preživele to politično neugodno obdobje in ostale priljubljena turistična destinacija. V 1950-ih so se začela obsežna popravila, nekdanji zunanji grad pa je dobil posebno funkcijo: služil je kot športno igrišče lokalne trgovske šole. Nekdanji učenci se še vedno spominjajo, da so bili na njem tekaške steze, igrišča za košarko in odbojko ter odseki za skok v daljino in suvanje krogle. Poleg tega je uprava trgovske šole načrtovala obsežno prenovo športnega igrišča, ki je vključevalo gradnjo tribune s 600 sedeži za gledalce, teniško igrišče, bazen in strelišče. Grad Cēsis je bil pred tem nepremišljenim projektom rešen zaradi pomanjkanja financiranja in ugovorov s strani Ministrstva za kulturo.

## Arheologija
Leta 1974 so arheologi na gradu Cēsis odkrili ostanke stavbe, kjer je leta 1577 prišlo do eksplozije. To edinstveno arheološko odkritje je spodbudilo nadaljnje raziskave. V več kot 30 sezonah izkopavanja je bilo raziskanih skoraj 10 000 m² gradu. Kot rezultat obsežnih izkopavanj je grad Cēsis postal arheološko najbolj preučen in z najbogatejšimi najdbami katerega koli srednjeveškega gradu v Latviji. Največji del od skupno 13.000 najdb, najdenih med izkopavanji v gradu, je danes v Latvijskem nacionalnem zgodovinskem muzeju, vendar so od leta 2004 takšne najdbe postale del zbirke muzeja Cēsis. Prihodnje prednostne naloge niso več povezane z obsežnimi izkopavanji v gradu, temveč z ustreznim ohranjanjem in raziskovanjem pridobljenega arheološkega gradiva ter izdelavo publikacij.

## Arhitektura
Arhitekturna analiza gradu Cēsis je pokazala, da so bile do gradu tri glavne gradbene faze. (1) V prvi polovici 13. stoletja so na mestu sedanjega gradu bratje meča zgradili kamnito kapelo in kapiteljsko dvorano skupaj z drugimi stavbami (domnevno zgrajenimi iz lesa). Kapela z romanskimi konzolami, ki leži v vzhodnem kotu samostanskega gradu, je eden redkih ohranjenih delov te najzgodnejše faze gradnje. (2) V poznem 14. stoletju so tevtonski vitezi začeli preoblikovati stavbo v grad samostanskega tipa s štirimi trakti, združenimi okoli štirikotnika, ki je zagotavljal vse funkcionalne zmogljivosti, ki jih je potrebovala militantna verska skupnost – kapela, refektorij, dormitorij, kapiteljska dvorana, kuhinja in storitve. Z razvojem strelnega orožja so se grajske utrdbe postopoma spreminjale, da so se upirale topništvu. Okrog 1500 so bili zgrajeni trije okrogli stolpi - eden v severnem kotu samostanskega gradu in dva v zunanjih predgrajih. Hkrati je bila soba v prvem nadstropju zahodnega stolpa - Gospodarjeva soba - razkošno okrašena z impresivnimi opečnimi oboki in poslikanimi ometi.

## V literaturi
Grad Cēsis in njegov odnos do literature najdemo v več vzhodnoevropskih primerih, predvsem v kratki zgodbi Aleksandra Bestuževa Castle Wenden (Wenden je nemško za Cēsis). V zgodbi je Bestužev poskušal ustvariti gotsko zgodbo, ki je verjetno delovala kot delno politični komentar o stanju ruske politike zaradi svoje povezave z dekabristi. V tej zgodbi ima grad osrednjo vlogo kot ozadje izmišljenega poročila o smrti Wenna, prvega mojstra livonskih vitezov, zgodovinskega dogodka, o katerem se v srednjeveških študijah še vedno veliko razpravlja. Zgodba je v gotski tradiciji The Castle of Otranto (Horace Walpole), hkrati pa je povezana z rusko zgodovino v Latviji.

## Danes
Grad Cēsis je odprt za javnost skozi celo leto in po podatkih Centra za kulturo in turizem Cēsis je grad leta 2016 obiskalo 100 000 ljudi.
Glavno zanimivo mesto v gradu - Zahodni stolp - obiskovalce zvabi ne samo z Mojstrovo sobo, temveč nudi možnost, da si ogledajo okolico iz ptičje perspektive. Okna mansarde se v polnem sijaju odpirajo na pokrajino okolice Cēsis.
Vsak obiskovalec dobi svečnik, da razišče slabo osvetljen Zahodni stolp. To je tradicija, ki je nastala leta 1996 in je postala zaščitni znak gradu Cēsis.
Grad ni samo turistična atrakcija, temveč tudi življenjski prostor različnih vrst rastlin in živali. Naravoslovci so posebno pozornost opozorili na netopirje, ki prezimijo v kleteh gradu. Ko nastopi zmrzal, se pet različnih vrst netopirjev naseli v stenskih votlinah in ostane tam celo zimo.
Skozi poletno sezono obstajajo obrtne delavnice v zunanjem delu gradu, kjer obrtniki obdelujejo kosti in rogovj in delajo, lesar, kovač in grafik. Svojo obrt opravljajo po enakih metodah, kot so bile običajne v srednjem veku.
Ob obrtniških delavnicah je poustvarjen kuhinjski vrt iz 16. stoletja. Vrt vsebuje zelenjavo, zelišča in zdravilne rastline, ki so jih gojili v Livoniji pred 500 leti. Tako kot pri obrtnikih je tudi v poletni sezoni mogoče vsak dan srečati vrtnarja.